# Сен-Марсел (Ен)
Сен-Марсел (фр. Saint-Marcel) је општина у департману Ен у источној Француској.

## Демографија
| 1962. | 1968. | 1975. | 1982. | 1990. | 1999. | 2007. | 2008. | 2012. | 2013. |
| ----- | ----- | ----- | ----- | ----- | ----- | ----- | ----- | ----- | ----- |
| 232   | 200   | 209   | 274   | 786   | 1.059 | 1.202 | 1.223 | 1.197 | 1.324 |